# Olympische Sommerspiele 1948/Teilnehmer (Schweden)
| Gelbes Symbol für Goldmedaillen mit stilisierten Olympischen Ringen | Graues Symbol für Silbermedaillen mit stilisierten Olympischen Ringen | Braundes Symbol für Bronzemedaillen mit stilisierten Olympischen Ringen |
| ------------------------------------------------------------------- | --------------------------------------------------------------------- | ----------------------------------------------------------------------- |
| 16                                                                  | 11                                                                    | 17                                                                      |

Schweden nahm an den Olympischen Sommerspielen 1948 in London mit einer Delegation von 181 Athleten (162 Männer und 19 Frauen) an 100 Wettkämpfen in 18 Wettbewerben teil.
Die schwedischen Sportler gewannen 16 Gold-, 11 Silber- und 17 Bronzemedaillen. Damit belegte Schweden im Medaillenspiegel den zweiten Platz. Nicht berücksichtigt sind dabei die Medaillengewinne in den Kunstwettbewerben, die für den offiziellen Medaillenspiegel der Spiele nicht hinzugezählt werden. Erfolgreichster Teilnehmer war der Kanute Gert Fredriksson, der im Einer-Kajak sowohl über 1000 Meter als auch 10.000 Meter Olympiasieger wurde. Fahnenträger bei der Eröffnungsfeier war der Fechter Per Carleson.

## Teilnehmer nach Sportarten

### Boxen
- Ingemar Burgström
Fliegengewicht: in der 1. Runde ausgeschieden

- Bertil Ahlin
Bantamgewicht: in der 1. Runde ausgeschieden

- Tore Karlsson
Mittelgewicht: in der 1. Runde ausgeschieden

- Gunnar Nilsson
Schwergewicht: Silber

### Fechten
Männer
- Bo Eriksson
Florett: im Halbfinale ausgeschieden
Säbel: in der 1. Runde ausgeschieden

- Nils Rydström
Florett: im Viertelfinale ausgeschieden

- Bengt Ljungquist
Degen: im Halbfinale ausgeschieden
Degen Mannschaft: Bronze

- Frank Cervell
Degen: im Viertelfinale ausgeschieden
Degen Mannschaft: Bronze

- Carl Forssell
Degen: im Viertelfinale ausgeschieden
Degen Mannschaft: Bronze

- Per Carleson
Degen Mannschaft: Bronze

- Sven Thofelt
Degen Mannschaft: Bronze

- Arne Tollbom
Degen Mannschaft: Bronze

### Fußball
- Gold 
Sune Andersson
Henry Carlsson
Gunnar Gren
Börje Leander
Torsten Lindberg
Nils Liedholm
Bertil Nordahl
Gunnar Nordahl
Knut Nordahl
Erik Nilsson
Birger Rosengren
Kjell Rosén

### Gewichtheben
- Arvid Andersson
Federgewicht: 13. Platz

- Sigvard Kinnunen
Leichtgewicht: 14. Platz

- Lennart Nelson
Mittelgewicht: 11. Platz

- Gösta Magnusson
Halbschwergewicht: Bronze

### Kanu
Männer
- Gert Fredriksson
Einer-Kajak 1000 m: Gold 
Einer-Kajak 10.000 m: Gold

- Hans Berglund
Zweier-Kajak 1000 m: Gold

- Lennart Klingström
Zweier-Kajak 1000 m: Gold

- Gunnar Åkerlund
Zweier-Kajak 10.000 m: Gold

- Hans Wetterström
Zweier-Kajak 10.000 m: Gold

- Ingemar Andersson
Einer-Canadier 1000 m: 4. Platz
Einer-Canadier 10.000 m: 5. Platz

- Gunnar Johansson
Zweier-Canadier 1000 m: 6. Platz
Zweier-Canadier 10.000 m: 6. Platz

- Werner Wettersten
Zweier-Canadier 1000 m: 6. Platz
Zweier-Canadier 10.000 m: 6. Platz

Frauen
- Ingrid Apelgren
Einer-Kajak 500 m: im Vorlauf ausgeschieden

### Kunstwettbewerbe
- Örjan Lüning
- Eskil Lundahl
- Sture Frölén
- Hans Asplund
- Olof Ahlberg

- Nils Olsson
Architektonische Entwürfe: Bronze

- Gustaf Nordahl
Rundplastiken: Gold

### Leichtathletik
Männer
- Kurt Lundquist
400 m: im Viertelfinale ausgeschieden
4-mal-400-Meter-Staffel: Bronze

- Folke Alnevik
400 m: im Viertelfinale ausgeschieden
4-mal-400-Meter-Staffel: Bronze

- Rune Larsson
400 m: im Vorlauf ausgeschieden
400 m Hürden: Bronze 
4-mal-400-Meter-Staffel: Bronze

- Ingvar Bengtsson
800 m: 5. Platz

- Olle Ljunggren
800 m: im Halbfinale ausgeschieden

- Henry Eriksson
1500 m: Gold

- Lennart Strand
1500 m: Silber

- Gösta Bergkvist
1500 m: 5. Platz

- Erik Ahldén
5000 m: 4. Platz

- Bertil Albertsson
5000 m: 5. Platz
10.000 m: Bronze

- Evert Nyberg
5000 m: Rennen nicht beendet

- Severt Dennolf
10.000 m: 5. Platz

- Gustav Östling
Marathon: 7. Platz

- Anders Melin
Marathon: 12. Platz

- Sven Håkansson
Marathon: 28. Platz

- Håkan Lidman
110 m Hürden: 6. Platz

- Börje Rendin
110 m Hürden: im Vorlauf ausgeschieden

- Alf Westman
400 m Hürden: im Vorlauf ausgeschieden

- Tore Sjöstrand
3000 m Hindernis: Gold

- Erik Elmsäter
3000 m Hindernis: Silber

- Göte Hagström
3000 m Hindernis: Bronze

- Lars-Erik Wolfbrandt
4-mal-400-Meter-Staffel: Bronze

- John Mikaelsson
10.000 m Gehen: Gold

- Ingemar Johansson
10.000 m Gehen: Silber

- Werner Hardmo
10.000 m Gehen: Rennen nicht beendet

- John Ljunggren
50 km Gehen: Gold

- Rune Bjurström
50 km Gehen: 6. Platz

- Tage Jönsson
50 km Gehen: 10. Platz

- Göran Widenfelt
Hochsprung: 9. Platz

- Arne Åhman
Hochsprung: 21. Platz
Dreisprung: Gold

- Ragnar Lundberg
Stabhochsprung: 5. Platz

- Hugo Göllors
Stabhochsprung: 7. Platz

- Allan Lindberg
Stabhochsprung: 12. Platz

- Åke Hallgren
Dreisprung: 9. Platz

- Lennart Moberg
Dreisprung: 13. Platz

- Gösta Arvidsson
Kugelstoßen: 5. Platz

- Roland Nilsson
Kugelstoßen: ohne gültige Weite

- Uno Fransson
Diskuswurf: 10. Platz

- Bo Ericson
Hammerwurf: 6. Platz

- Einar Söderqvist
Hammerwurf: 8. Platz

- Gunnar Petersson
Speerwurf: 9. Platz

- Per-Arne Berglund
Speerwurf: 10. Platz

- Erik Andersson
Zehnkampf: 5. Platz

- Per Axel Eriksson
Zehnkampf: 7. Platz

- Kjell Tånnander
Zehnkampf: 15. Platz

Frauen
- Ann-Britt Leyman
200 m: im Vorlauf ausgeschieden
Weitsprung: Bronze

- Eivor Olson
Kugelstoßen: 11. Platz

- Majken Åberg
Diskuswurf: 7. Platz

- Gudrun Arenander
Diskuswurf: 12. Platz

- Ingrid Almqvist
Speerwurf: 10. Platz

### Moderner Fünfkampf
- William Grut
Einzel: Gold

- Gösta Gärdin
Einzel: Bronze

- Sune Wehlin
Einzel: 17. Platz

### Radsport
- Nils Johansson
Straßenrennen: 5. Platz
Straßenrennen Mannschaftswertung: 5. Platz

- Harry Snell
Straßenrennen: 18. Platz
Straßenrennen Mannschaftswertung: 5. Platz

- Åke Olivestedt
Straßenrennen: 24. Platz
Straßenrennen Mannschaftswertung: 5. Platz

- Olle Wänlund
Straßenrennen: Rennen nicht beendet
Straßenrennen Mannschaftswertung: 5. Platz

### Reiten
- Gustaf Adolf Boltenstern junior
Dressur: Bronze 
Dressur Mannschaft: ausgeschieden

- Henri Saint Cyr
Dressur: 5. Platz
Dressur Mannschaft: ausgeschieden

- Gehnäll Persson
Dressur: ausgeschieden
Dressur Mannschaft: ausgeschieden

- Eric Sörensen
Springreiten: 5. Platz
Springreiten Mannschaft: ausgeschieden

- Greger Lewenhaupt
Springreiten: 13. Platz
Springreiten Mannschaft: ausgeschieden

- Karl-Åke Hultberg
Springreiten: ausgeschieden
Springreiten Mannschaft: ausgeschieden

- Robert Selfelt
Vielseitigkeit: Bronze 
Vielseitigkeit Mannschaft: Silber

- Olof Stahre
Vielseitigkeit: 15. Platz
Vielseitigkeit Mannschaft: Silber

- Sigurd Svensson
Vielseitigkeit: 15. Platz
Vielseitigkeit Mannschaft: Silber

### Ringen
- Malte Möller
Fliegengewicht, griechisch-römisch: 4. Platz

- Kurt Pettersén
Bantamgewicht, griechisch-römisch: Gold

- Olle Anderberg
Federgewicht, griechisch-römisch: Silber

- Gustav Freij
Leichtgewicht, griechisch-römisch: Gold

- Gösta Andersson
Weltergewicht, griechisch-römisch: Gold

- Axel Grönberg
Mittelgewicht, griechisch-römisch: Gold

- Karl-Erik Nilsson
Halbschwergewicht, griechisch-römisch: Gold

- Tor Nilsson
Schwergewicht, griechisch-römisch: Silber

- Thure Johansson
Fliegengewicht, Freistil: Bronze

- Erik Persson
Bantamgewicht, Freistil: 5. Platz

- Ivar Sjölin
Federgewicht, Freistil: Silber

- Gösta Jönsson-Frändfors
Leichtgewicht, Freistil: Silber

- Frans Westergren
Weltergewicht, Freistil: 6. Platz

- Erik Lindén
Mittelgewicht, Freistil: Bronze

- Bengt Fahlkvist
Halbschwergewicht, Freistil: Bronze

- Bertil Antonsson
Schwergewicht, Freistil: Silber

### Rudern
- Curt Brunnqvist
Einer: im Viertelfinale ausgeschieden

- Evert Gunnarsson
Zweier ohne Steuermann: im Viertelfinale ausgeschieden

- Bernt Torberntsson
Zweier ohne Steuermann: im Viertelfinale ausgeschieden

### Schießen
- Sven Lundquist
Schnellfeuerpistole 25 m: Bronze

- Torsten Ullman
Schnellfeuerpistole 25 m: 4. Platz
Freie Pistole 50 m: Bronze

- Claes Egnell
Schnellfeuerpistole 25 m: 24. Platz

- Sture Nordlund
Freie Pistole 50 m: 11. Platz

- Lars Berg
Freie Pistole 50 m: 22. Platz

- Kurt Johansson
Freies Gewehr Dreistellungskampf 300 m: 4. Platz

- Holger Erbén
Freies Gewehr Dreistellungskampf 300 m: 8. Platz

- Walther Fröstell
Freies Gewehr Dreistellungskampf 300 m: 17. Platz

- Jonas Jonsson
Kleinkalibergewehr liegend 50 m: Bronze

- Uno Berg
Kleinkalibergewehr liegend 50 m: 10. Platz

- Erland Koch
Kleinkalibergewehr liegend 50 m: 19. Platz

### Schwimmen
Männer
- Per-Olof Olsson
100 m Freistil: 6. Platz
100 m Rücken: im Vorlauf ausgeschieden
4-mal-200-Meter-Freistilstaffel: 4. Platz

- Martin Lundén
100 m Freistil: im Halbfinale ausgeschieden
100 m Rücken: im Vorlauf ausgeschieden
4-mal-200-Meter-Freistilstaffel: 4. Platz

- Olle Johansson
100 m Freistil: im Vorlauf ausgeschieden
4-mal-200-Meter-Freistilstaffel: 4. Platz

- Per-Olof Östrand
400 m Freistil: im Vorlauf ausgeschieden
1500 m Freistil: im Vorlauf ausgeschieden
4-mal-200-Meter-Freistilstaffel: 4. Platz

Frauen
- Ingegärd Fredin
100 m Freistil: 5. Platz
100 m Rücken: im Vorlauf ausgeschieden
4-mal-100-Meter-Freistilstaffel: im Finale disqualifiziert

- Elisabeth Ahlgren
100 m Freistil: 7. Platz
4-mal-100-Meter-Freistilstaffel: im Finale disqualifiziert

- Marianne Lundquist
100 m Freistil: im Halbfinale ausgeschieden
4-mal-100-Meter-Freistilstaffel: im Finale disqualifiziert

- Gisela Thidholm
400 m Freistil: im Vorlauf ausgeschieden
4-mal-100-Meter-Freistilstaffel: im Finale disqualifiziert

### Segeln
- Rickard Sarby
Firefly: 4. Platz

- Stig Hedberg
Swallow: 4. Platz

- Lars Matton
Swallow: 4. Platz

- Bengt Melin
Star: 17. Platz

- Yngve Engkvist
Star: 17. Platz

- Folke Bohlin
Drachen: Silber

- Gösta Brodin
Drachen: Silber

- Hugo Johnson
Drachen: Silber

- Tore Holm
6-Meter-Klasse: Bronze

- Karl-Robert Ameln
6-Meter-Klasse: Bronze

- Martin Hindorff
6-Meter-Klasse: Bronze

- Torsten Lord
6-Meter-Klasse: Bronze

- Gösta Salén
6-Meter-Klasse: Bronze

### Turnen
Frauen
- Karin Lindberg
Mannschaftsmehrkampf: 4. Platz

- Kerstin Bohman
Mannschaftsmehrkampf: 4. Platz

- Ingrid Sandahl
Mannschaftsmehrkampf: 4. Platz

- Göta Pettersson
Mannschaftsmehrkampf: 4. Platz

- Gunnel Johansson
Mannschaftsmehrkampf: 4. Platz

- Märta Andersson
Mannschaftsmehrkampf: 4. Platz

- Ingrid Andersson
Mannschaftsmehrkampf: 4. Platz

- Stina Haage
Mannschaftsmehrkampf: 4. Platz

### Wasserball
- 5. Platz
Rune Öberg
Erik Holm
Rolf Julin
Roland Spångberg
Arne Jutner
Olle Johansson
Åke Julin
Folke Eriksson
Knut Gadd
Olle Ohlson

### Wasserspringen
Männer
- Svante Johansson
3 m Kunstspringen: 6. Platz

- Lennart Brunnhage
10 m Turmspringen: 4. Platz

Frauen
- Eva Petersén
3 m Kunstspringen: 7. Platz